# 奥古斯特·阿尔贝
奥古斯特·阿尔贝（法語：Auguste Albert，？—？），法国男子帆船运动员。他曾代表法国参加1900年夏季奥林匹克运动会帆船比赛，获得一枚银牌和一枚铜牌。